# Resolución 416 del Consejo de Seguridad de las Naciones Unidas
La Resolución 416 del Consejo de Seguridad de las Naciones Unidas fue aprobada el 21 de octubre de 1977, tras considerar un reporte del Secretario General sobre la Fuerza de las Naciones Unidas de Observación de la Separación y tomó nota de las discusiones que mantuvo el Secretario General con todos los involucrados en la situación del Oriente Medio. El Consejo expresó su preocupación sobre las crecientes tensiones en el área y decidió:
(a) Renovar el mandato de la Fuerza de las Naciones Unidas de Observación de la Separación por un año adicional, hasta el 24 de octubre de 1978;
(b) Solicitar al Secretario General que mantenga informado al Consejo de Seguridad de nuevos incidentes;
(c) Pedir a todos los involucrados que implementen inmediatamente la Resolución 338.
La resolución se adoptó con 13 votos. China y Libia no participaron en la votación.